# Matrei am Brenner
Matrei am Brenner (zkracováno Matrei a. Br.), dříve Deutsch-Matrei, je obec v Rakousku. Leží ve spolkové zemi Tyrolsko v okrese Innsbruck-venkov. V obci žije 918 obyvatel.

## Historie
Nálezy z pozdní doby bronzové a doby halštatské dokládají rané osídlení na místě, jež bylo dopravně geograficky významné. Název obce pochází z římské silniční stanice Matreium, která je uvedena v Peutingerově mapě a pravděpodobně má ilýrský původ. Četné urnové hroby ukazují na větší ilyrské osídlení. Poprvé je zmiňováno v roce 955 jako locus matereia.
Dne 22. března 1945 byla obec těžce bombardována, zemřelo 48 osob. Zničené řady domů byly po válce obnoveny v místním stylu. V roce 1974 bylo v referendu odmítnuto připravované sloučení se sousedními obcemi Mühlbachl a Pfons. Ale v roce 2020 bylo ve všech třech obcích schváleno jasnou většinou. Ke sloučení došlo 1. ledna 2022 a vzniklo tak (opět) město Matrei am Brenner.

## Poloha
Matrei se nachází v severní části údolí Wipptal, asi 17 km jižně od Innsbrucku. Až do konce roku 2021 bylo Matrei se svým uzavřeným centrem s částečně bohatě zdobenými měšťanskými domy a hostinci druhou nejmenší obcí v Rakousku (po Rattenbergu) co do rozlohy (0,36 km²). Po sloučení obcí má městys rozlohu 5 092,91 ha (50,93 km²).
Z celkové rozlohy tvoří 13 % zemědělská půda, 13 % jsou alpské louky, 58 % jsou lesy. Z celkové rozlohy je 15 % území osídleno.

### Členění obce
Obec se skládá ze tří katastrálních území (rozloha: k 31. prosinci 2021): 
- Matrei am Brenner (35,75 ha)
- Mühlbachl (2 884,79 ha)
- Pfons (2 172,07 ha)

Dělí se na deset lokalit (počet obyvatel v závorce k 1. lednu 2023): 
- Altstadt (25) (s části Mühlbachlu)
- Matrei am Brenner (926)
- Matreiwald (63)
- Mühlbachl (54)
- Mützens (383)
- Obfeldes (29)
- Pfons (587) s Arztal, Gedeir, Oberpfons, Pfons-Zerstreute Häuser, Ried, St. Margaretha, Waldfrieden a Wiesengrund
- Schöfens (619) s Altstadt (s části Pfon)
- Statz (584)
- Zieglstadl (275)

### Sousední obce
| Schönberg im Stubaital                 | Ellbögen            | Tulfes |
| Mieders Fulpmes Neustift im Stubaital* |                     |        |
| Trins                                  | Steinach am Brenner | Navis  |